# Recoropha canteneri
Recoropha canteneri là một loài bướm đêm trong họ Noctuidae.